# Кадеи (животные)
Кадеи (лат. Cadea) — род чешуйчатых пресмыкающихся из подотряда двуходок, выделяемый в монотипное семейство Cadeidae. Включает два вида, эндемичных для Кубы и прилегающего острова Хувентуд. Длина тела составляет от 24 до 28 см. О биологии этих амфисбен известно мало. Ведут роющий образ жизни, обитая под камнями, древесиной и навозом. Встречаются также в сельскохозяйственных угодьях. Питаются мелкими беспозвоночными, предположительно муравьями и термитами. Яйцекладущие, кладка состоит из 1—2 удлинённых яиц в кожистой оболочке.

## Виды
К роду относят 2 вида:
- Cadea blanoides (Stejneger, 1916)
- Cadea palirostrata Dickerson, 1916